# سمفونی شماره ۵ (هایدن)
سمفونی شماره ۵ (انگلیسی: Symphony No. 5) در لا ماژور، هوبوکن یک/۵ (Hoboken I/5)، نام یکی از سمفونی‌های آغازین یوزف هایدن است. او این اثر را در چهار موومان و به احتمالِ بسیار در میانهٔ سال‌های ۱۷۶۰ و ۱۷۶۲ تصنیف کرد. هایدن در آن زمان در خدمت کنت مورتسین یا پل دوم آنتون، شاهزاده استرهاتسی مشغول به کار بود.